# Lathyrus bijugatus
Lathyrus bijugatus là một loài thực vật có hoa trong họ Đậu. Loài này được T.G.White miêu tả khoa học đầu tiên.